# مسار انزلاق نظام الهبوط بالأدوات

أنماط انبعاث محدد الموقع وإشارات الانحدار

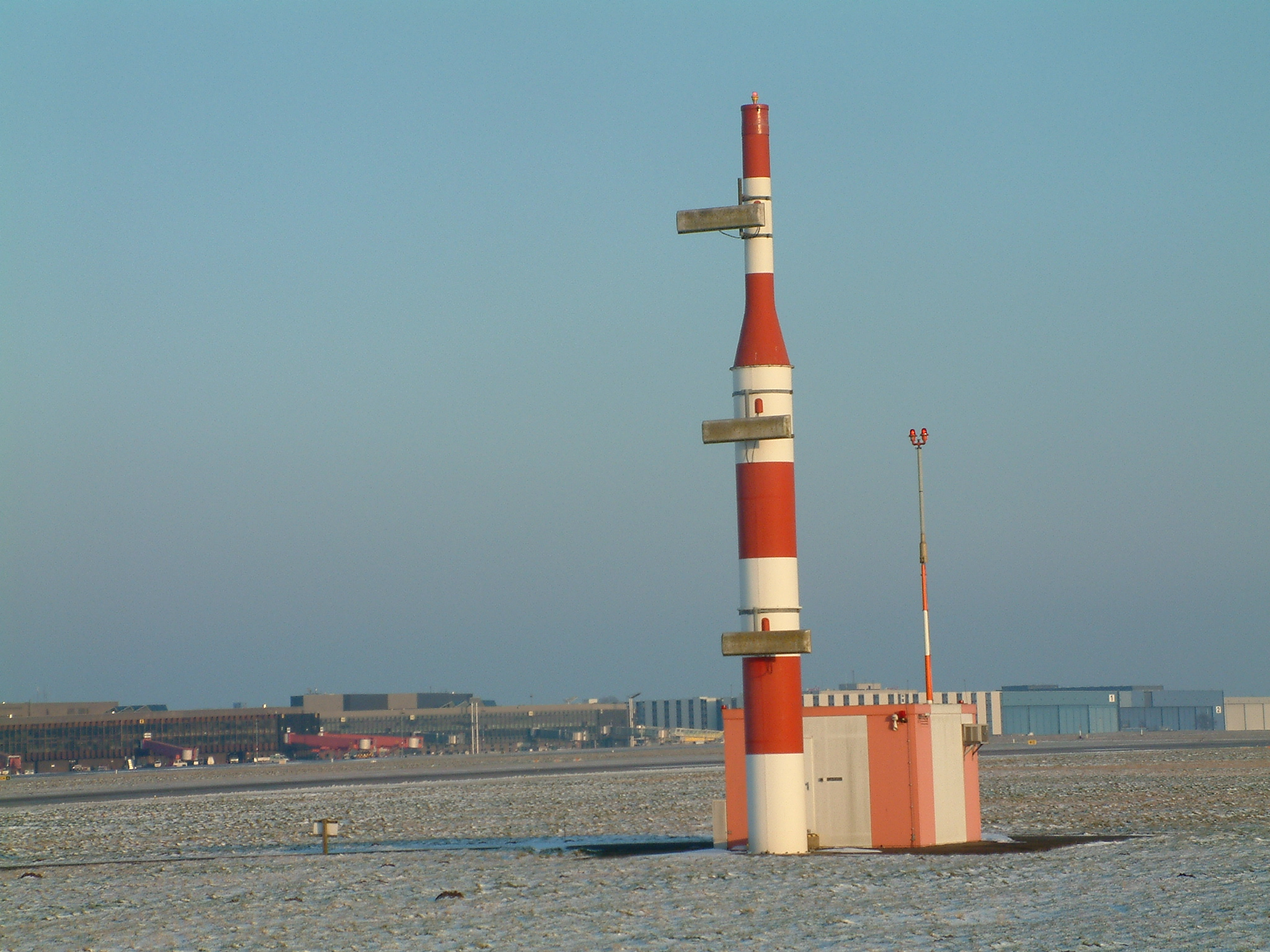
محطة الانزلاق على المدرج 09R في مطار هانوفر في ألمانيا

مسار انزلاق نظام الهبوط بالأجهزة (Instrument landing system glide path)، الذي يشار إليه عادةً باسم مسار الانزلاق (glide path) واختصاراً (G/P) أو منحدر الانزلاق (glide slope) واختصاراً (G/S)، هو «نظام توجيه رأسي يتجسد في نظام الهبوط بالأجهزة الذي يشير إلى الانحراف الرأسي للطائرة عن المسار الأمثل للنسب»، وفقاً للمادة 1.106 من لوائح الراديو الصادرة عن الاتحاد الدولي للاتصالات (ITU RR).

## مبدأ التشغيل
تستخدم محطة الانحدار الانزلاقي مجموعة هوائي موضوعة على جانب واحد من منطقة هبوط المدرج. يتم إرسال إشارة GS على إشارة الناقل باستخدام تقنية مشابهة لتلك الخاصة بالمحدد. يتم ترتيب مركز إشارة الانحدار لتحديد مسار انحدار يبلغ حوالي 3 درجات فوق المستوى الأفقي (مستوى الأرض). يبلغ عمق الشعاع 1.4 درجة (0.7 درجة تحت مركز مسار الانزلاق و 0.7 درجة أعلى).
يتحكم الطيار (أو الطيار الآلي، في حالة استخدام الهبوط الآلي) في الطائرة بحيث يظل مؤشر الانحدار في المنتصف على الشاشة للتأكد من أن الطائرة تتبع مسار الانزلاق للبقاء فوق العوائق والوصول إلى المدرج عند نقطة الهبوط المناسبة (على سبيل المثال، يوفر التوجيه الرأسي).

## اقتران تردد الموجة الحاملة
يتم إقران ترددات الموجة الحاملة للمحُدد (LOC) والمنحدر الانزلاقي (G/S) بحيث يضبط راديو الملاحة تلقائيًا تردد (G/S) الذي يتوافق مع تردد «المحُدد» المحدد. إشارة «المحُدد» موجودة في 110 نطاق MHz بينما إشارة (G/S) في 330 نطاق ميغاهيرتز.
تتراوح ترددات الموجة الحاملة «المحُدد» بين 108.10 ميغاهيرتز و 111.95 ميغاهيرتز (مع 100 الرقم العشري الأول kHz فردي دائمًا، لذا 108.10، 108.15، 108.30، إلخ، هي ترددات «المحُدد» ولا تُستخدم لأي غرض آخر).
يتم إرسال إشارتين على واحدة من 40 قناة ILS. واحد هو الاتساع المعدل عند 90 هرتز، والآخر عند 150 هرتز. تنتقل هذه من الهوائيات الموجودة في نفس الموقع. يرسل كل هوائي شعاعًا ضيقًا.

## أنظر أيضا
- محطة إذاعية